# Кернос
Ке́рнос (греч. κέρνος) — древнегреческий керамический сосуд с чашечками на венчике. Был распространён в восточной части Средиземноморья. Предположительно, использовался в ритуальных целях, в том числе для вотивных подношений. Известны найденные в гробницах подобные сосуды с более чем 20 чашечками на двух концентрических венчиках, изготовленные до изобретения гончарного круга (2300—1900 гг. до н.э.).